# Bergtjiftjaf
De bergtjiftjaf (Phylloscopus sindianus) is een zangvogel uit de familie Phylloscopidae.

## Verspreiding en leefgebied
Deze soort komt voor van uiterst westelijk China (zuidwestelijk Xinjiang) tot noordelijk Pakistan en noordelijk India en telt 2 ondersoorten:
- P. s. lorenzii: de Kaukasus, noordoostelijk Turkije en noordwestelijk Iran.
- P. s. sindianus: van Tadzjikistan en noordelijk Pakistan tot westelijk China en noordwestelijk India.